# Gasilska oprema
Gasilska oprema je oprema in naprave, ki jo uporabljajo gasilci pri svojem delu. 
- Gasilska črpalka iz leta 1909
- Gasilska črpalka iz leta 1924
- Stare gasilske lestve
- Sodoben gasilski tovornjak iz kraja Gainesville
- Sodoben gasilski avto
- Sodoben gasilski avto